# Szukri Atafi
Szukri Atafi, Choucri Atafi (ar. شكري عطافي; ur. 8 grudnia 1981) – francuski, a od 2010 roku marokański zapaśnik walczący w stylu klasycznym. Olimpijczyk z Londynu 2012, gdzie zajął piętnaste miejsce w kategorii 96 kg.
Siedemnasty na mistrzostwach świata w 2017. Czterokrotny medalista mistrzostw Afryki, srebrny w 2018. Piąte miejsce w Pucharze Świata w 2001 roku.
Wicemistrz Francji w 2004 i 2009, a trzeci w 2010 i 2011 roku.
- Turniej w Londynie 2012

Przegrał w pierwszej rundzie z Tunezyjczykiem Hassinem Ayarim i odpadł z turnieju.